# Elétricos de Coimbra

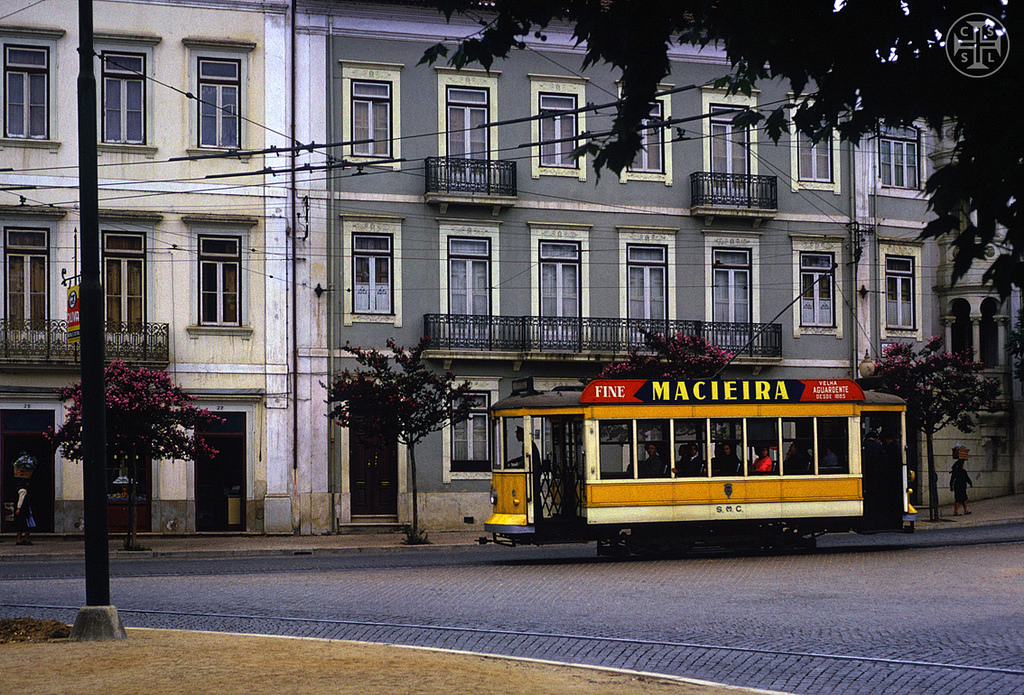
Elétrico na Praça da República, em 1962

Os Elétricos de Coimbra foram um sistema de transporte público elétrico sobre carris, que circulou na cidade de Coimbra, em Portugal, entre 1911 e 1980.

## História

### Antecedentes
O primeiro sistema de americanos em Coimbra data de 1874. Em 30 de Agosto desse ano, foi noticiado que estavam a ser feitas várias experiências, que resultavam em constantes descarrilamentos, devido à má construção dos carros. Além dos problemas com o material circulante, também a construção das vias foi muito difícil, e verificaram-se conflitos com vários indivíduos, que procuraram embargar as obras. Em 15 de Setembro, foi inaugurada a primeira linha dos carros americanos em Coimbra, pela companhia Rail Road Conimbricense; este sistema foi encerrado em 5 de Abril de 1887.

### Planeamento e inauguração

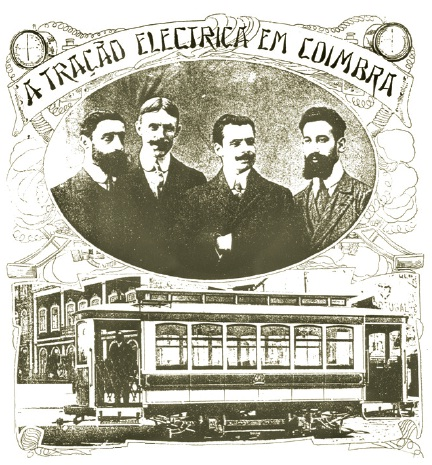
Estampa publicitária da época da inauguração (ilustrada com imagem de um carro de 6 janelas, que nunca chegou a haver em Coimbra)

Em finais de 1901, foi proposta, à Câmara municipal de Coimbra, a implementação de um sistema de carros eléctricos, na altura denominados de tremvias eléctricos; a rede deveria unir as zonas alta e baixa da cidade, passando pelo Bairro de Santa Cruz, com ligações às povoações vizinhas. No entanto, o concurso para a tracção eléctrica ficou deserto. Assim, em 16 de Abril de 1903, já tinha sido aprovada pelo Ministro do Reino uma deliberação da Câmara Municipal de Coimbra, que autorizou o coronel Freire de Andrade a construir várias linhas urbanas e suburbanas na cidade; esta concessão, no prazo de 30 anos, era relativa à introdução de veículos a tracção animal, sistema que, além de se considerar já antiquado nessa altura, também se previa inadequado devido ao acentuado relevo da cidade, que aconselhava o uso de tracção eléctrica ou mecânica. Este sistema entrou ao serviço em finais de 1903, estendendo-se a linha inicialmente desde o Largo de D. Carlos até à Estação velha de Coimbra.
Em 1 de Novembro de 1910, já se encontravam quase concluídas as obras para a instalação dos carros eléctricos.
| ⇧ 1915 (aprox.) | ⇩ 1924 |

O sistema de eléctricos, que usava a bitola métrica, entrou ao serviço no dia 1 de Janeiro de 1911, sendo a quarta localidade portuguesa a contar com este meio de transporte, a seguir ao Porto (1895), Lisboa (1901) e Sintra (1904). Mais tarde, em 19 de Outubro de 1914, Braga juntou-se ao grupo de cidades portuguesas com um sistema de eléctricos.
Na década de 1920, quando se procurou encontrar uma solução para a presença do Ramal da Lousã dentro da cidade, a Câmara Municipal propôs a substituição do troço do Ramal dentro da cidade, substituindo-o por uma carreira de eléctricos que uniria os dois terminais ferroviários. Esta solução não foi adoptada, tendo-se em vez disso planeado a construção de um novo traçado a Norte da cidade, que entroncaria na Estação de Coimbra-B, projecto que seria cancelado devido à crise dos caminhos de ferro na Década de 1930.

### Declínio e encerramento

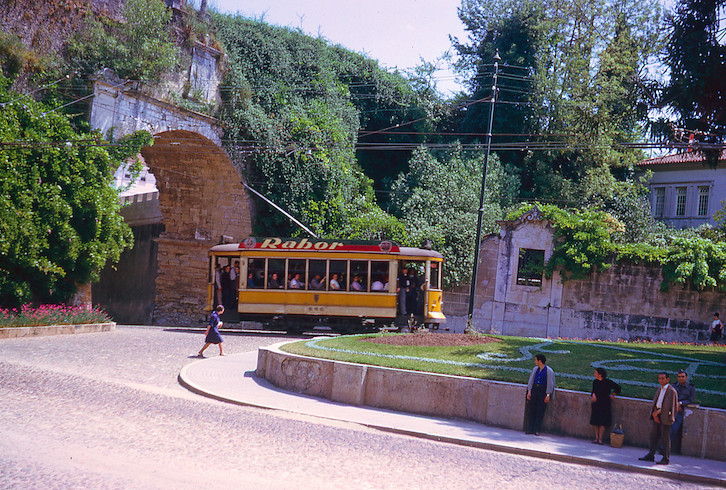
Elétrico junto aos Arcos, em 1964

Durante décadas, com mais ou menos linhas, o eléctrico foi um meio eficaz do cidadão se movimentar na sua cidade, e embora não houvesse nesse período uma consciência ambiental como existe nos moldes actuais, o que é um facto é que ele constituía um meio de transporte não poluente que permitia a Coimbra ter uma qualidade do ar que não tem paralelo nos dias de hoje.[carece de fontes?]

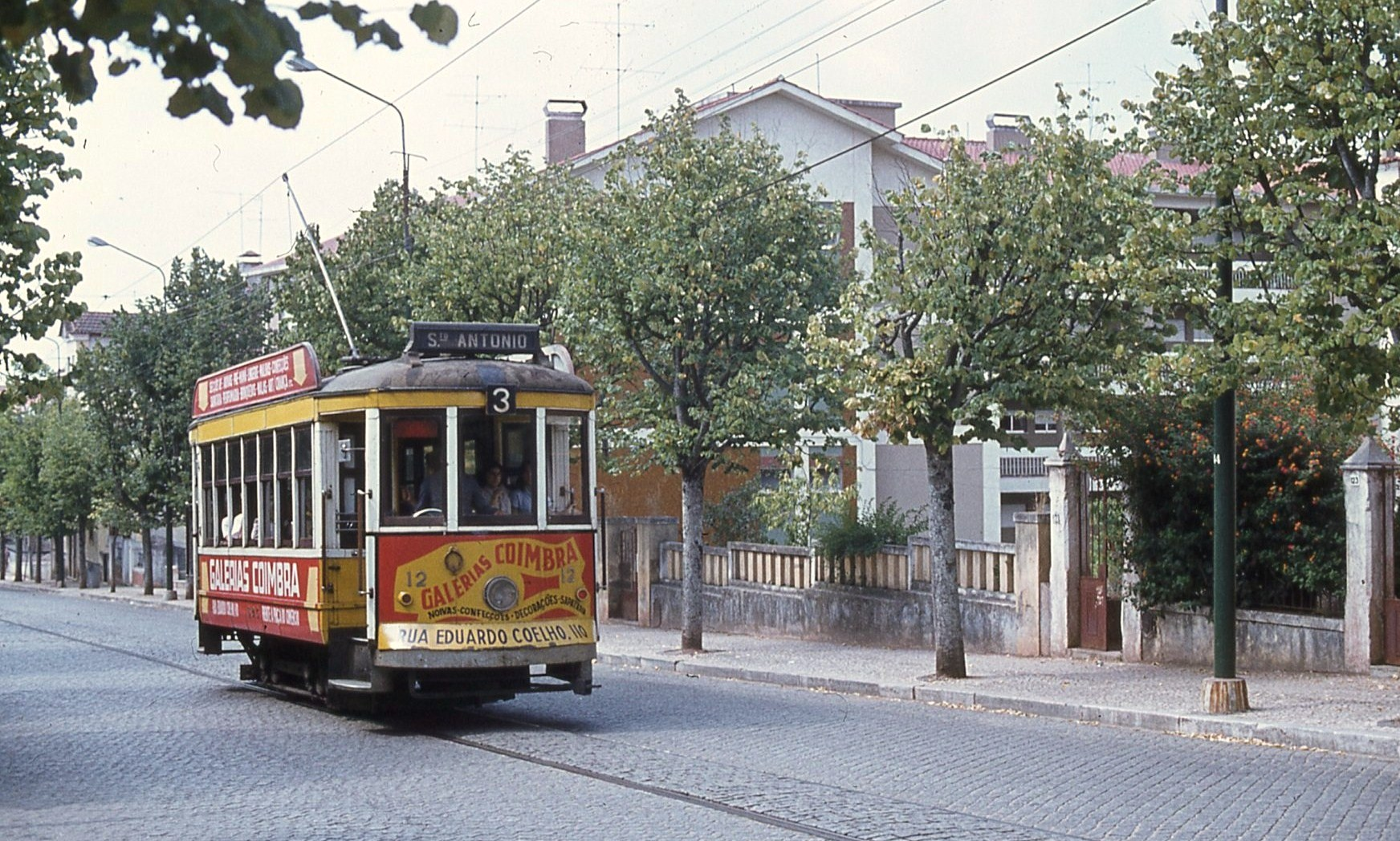
Carro n.º 12 fazendo a carreira 13, em 1978

Ainda assim, era considerado nos finais da década de 1970 como antiquado, barulhento e desconfortável, e os políticos de então foram promovendo a sua rápida decadência com o encerramento das diferentes linhas.[carece de fontes?] O último eléctrico circulou em Coimbra a 9 de Janeiro de 1980, já sob gestão dos Serviços Municipalizados de Transportes Urbanos de Coimbra (que também gere autocarros e tróleis).
Em 1982, Coimbra foi a primeira cidade a ter um museu dedicado aos elétricos, em Portugal e na Península Ibérica, que encerrou as portas para obras em 2000, mas que não tinha reaberto ao público em 2022, ainda que pronto para ser reinaugurado (como Núcleo do Carro Eléctrico, na Rua da Alegria), «do ponto de vista técnico», já em 2011.
Em 2011 subsistiam três quilómetros de via ainda não desmantelada, mas em segmentos desligados entre si: no Penedo da Saudade, em Celas, e vários na Baixa. 

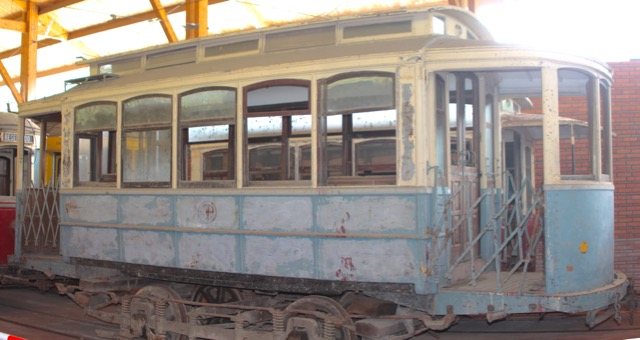
Chassis (truck) de um dos elétricos de Coimbra depositado na remise da Ribeira de Sintra, apoiando a carroceria de um dos carros locais (foto de 2013).

### Possível reintrodução
Em outubro de 2014 a Câmara Municipal de Coimbra aprovou um projeto, ainda sem data de conclusão, que prevê restaurar os eléctricos para que possam voltar a circular nas ruas de Coimbra e prevê ainda a criação de uma linha turística entre a Rua da Alegria e a Rotunda das Lages, na margem esquerda do Mondego. Este projeto prevê a passagem dos eléctricos pela Ponte de Santa Clara.[carece de fontes?]